# Ожередов, Владимир Ильич
Владимир Ильич Ожередов (11 декабря 1934 — 27 сентября 2007) — советский футболист, полузащитник, защитник. Мастер спорта СССР.
Воспитанник футбольной школы «Авангард» Харьков. Начинал играть в ОДО Киев в 1954—1955 годах. В 1956 году был в составе ЦДСА. Провёл один матч — 16 июня против «Шахтёра» (0:1). В 1957 году выступал за «Химик» Днепродзержинск. В 1958—1963 годах играл за «Авангард», в 1960—1963 годах в чемпионате СССР провёл 104 матча, забил один гол. Завершал карьеру в 1964—1965 годах в белгородском «Спартаке».
Скончался в сентябре 2007 года после тяжёлой болезни.